# 詹姆斯·门罗
詹姆斯·門羅（英語：James Monroe，1758年4月28日—1831年7月4日），美國政治家、律师、外交官，為第五任美國總統，第七任美国国务卿。门罗是最后一位担任总统的美国开国元勋，同时也是建国之初弗吉尼亚王朝的最后一位总统。他出生于弗吉尼亚州威斯特摩兰县的一个农场主家庭，参加过美国独立战争，1783年开始担任大陆会议代表。1790年成为参议员，并作为美国民主共和党的主要领导人之一。1794年至1796年担任美国驻法大使，1799年至1802年以及1811年两次担任弗吉尼亚州州长。1811年至1817年担任詹姆斯·麦迪逊内阁国务卿，其间于1814年至1815年兼任美国战争部部长。1817年至1825年担任美国总统。1831年于纽约去世。
1823年12月2日，门罗在递交国会的国情咨文中提出美国应对美洲的事务具备掌控权，欧美各国不得再在美洲进行新的殖民活动，而現存殖民地維持原狀，主张美国不会介入任何欧洲事务，旧世界与新世界互不干涉。这一孤立主义的主张实际上是建国之初亚历山大·汉密尔顿等聯邦黨人的思想的延续，其主要内容出自时任国务卿，后来的美国总统约翰·昆西·亚当斯之手。这一主张在1850年左右被称作门罗主义，长期成为美国最为主导的意识形态，其影响延续至今。

## 早年生涯
1758年4月28日出身弗吉尼亚州威斯特摩兰县的一个小農場主家庭，是家中四个孩子中的长子。其父系家族来自蘇格蘭，母系家族则来自威尔士，家境富裕，父亲是一个农民和木匠，有时也充当法官。
幼时由母亲在家中教导，后进入当地唯一的学校坎贝尔镇学院就读，其间与约翰·马歇尔成为好友。母亲在其14岁左右时去世。在门罗16岁时父亲去世之后，门罗家的四个孩子都被舅舅约瑟夫·琼斯收养。约瑟夫·琼斯是大陆会议弗吉尼亚殖民地的代表，与乔治·华盛顿、托马斯·杰斐逊、詹姆斯·麦迪逊、帕特里克·亨利都私交很好。
同年，门罗在舅舅的帮助下来到弗吉尼亚殖民地首府威廉斯堡，进入威廉与玛丽学院就读，预备修读法律。在校期间曾经趁时任弗吉尼亚州皇家州长约翰·莫里不在的时机，与同学一起占领弗吉尼亚总督府军火库， 并将所得军火捐赠给弗吉尼亚民兵。1776年，独立战争爆发，门罗离开学校，和同学一起加入大陆军。

## 独立战争时期
加入大陆军以后，门罗凭借舅舅的关系首先在弗吉尼亚第三步兵团中担任中尉，受威廉·华盛顿指挥。1776年8月，作为先遣队的一员来到纽约，参加哈林高地战役。随即，又参加白原战役。之后，随大陆军败退新泽西，并第一批渡过特拉华河，加入特伦顿战役。在特伦顿战役中，门罗身负重伤，险些丧命，肩上所中的那颗子弹在之后终生携带。门罗也因为此次战功被提拔为上尉。
门罗伤愈归队以后，因下属数目不够，被临时指派给威廉·亚历山大为“特别助手”，并以这一身份参加了1777年秋季的布兰迪万河战役，在这次战役中他因帮助负伤的拉法耶特，与之结下终身友谊。之后一个月，又随威廉·亚历山大参加了日耳曼敦战役。两次战役之后，门罗被威廉·亚历山大正式任命为副官，并提拔为上校。
1777年12月-1778年6月随大陆军在福吉谷驻扎，在艰难的冬季中与儿时好友约翰·马歇尔重逢并分享木屋。之后，门罗被在蒙茅斯战役中予以重任，负责追踪北美英军总司令亨利·克林頓指挥的英军的动向，同时直接向乔治·华盛顿和威廉·亚历山大报告。这是门罗在大陆军参加的最后一场战役。之后，由于大陆军的冗员问题严重，门罗作为额外人员退役。
尽管乔治·华盛顿亲自写信推荐门罗在弗吉尼亚州民兵中担任职务，但是因为弗吉尼亚无力再支撑一支新的部队，门罗只能改任弗吉尼亚州州长托马斯·杰斐逊的助手，并在托马斯·杰斐逊的指导下学习法律和古典学。此后，门罗长期作为托马斯·杰斐逊的追随者。
1780年，门罗被托马斯·杰斐逊任命为弗吉尼亚州民兵的陆军中校，主要职责是前往南方地区收集英军资料，并直接向托马斯·杰斐逊汇报。这是门罗在独立战争中履行的最后职责。
门罗被认为是最后一位参加过独立战争的美国总统，也是辛辛那提协会的初始会员。

## 总统：1817~1825

### 政策
门罗是一位十分强势的总统，他一改前两任总统约翰·亚当斯与詹姆斯·麦迪逊治下行政权力的弱小，大大加强了行政权力的统一集中。门罗要求在行政系统之中建立起一套阶层制度，各级行政官员都必须服从自己，宣称总统有权控制行政官员与国会之间的沟通，并积极行使自己对各级行政官员的任免权。门罗也十分强调总统对军事事务的直接管辖权。门罗第一次签署总统声明，这一举措大大加强了总统的权力，并在20世纪成为总统制约国会的有力武器。

### 总统任期中的事件
- 塞米诺尔战争（1816~1819）
- 1819年恐慌（1819）
- 亚当斯-奥尼斯条约（1819）
- 密苏里妥协（1820）
- 门罗主义（1823）

### 政府与内阁
| 職位         | 姓名                       | 任期      |
|              |                            |           |
| 美國總統     | 詹姆斯·门罗                | 1817–1825 |
| 美國副總統   | 丹尼尔·汤普金斯            | 1817–1825 |
|              |                            |           |
| 美國國務卿   | 理查德·拉什                | 1817      |
|              | 约翰·昆西·亚当斯           | 1817–1825 |
| 美國財政部長 | 威廉·H·克劳福德            | 1817–1825 |
| 美國戰爭部長 | 约翰·C·卡尔霍恩            | 1817–1825 |
| 美國司法部長 | 理查德·拉什                | 1817      |
|              | 威廉·沃特                  | 1817–1825 |
| 美國海軍部長 | 本傑明·威廉斯·克勞寧希爾德 | 1815–1818 |
|              | 史密斯·湯普森              | 1819–1823 |
|              | 塞繆爾·劉易斯·索瑟德       | 1823–1825 |

### 任内重要法案
- 签署任期法（英语：Tenure of Office Act (1820)）(1820)，所有行政官员的任期都以四年为限，国会有权在一些情况下罢免表现不佳的行政官员

### 最高法院任命案
- 史密斯·汤普森(Smith Thompson)– 1823年

### 於任期中加入聯邦的州
- 密西西比州– 1817年
- 伊利諾伊州– 1818年
- 阿拉巴馬州– 1819年
- 緬因州– 1820年
- 密蘇里州– 1821年

## 晚年生涯
他歸宿的橡樹莊園，是杰斐逊親自幫他設計的。與當時其他總統一樣，由於總統薪俸根本不足以支付開支，離任時審計發現，他原有的莊園由於賣地還債，已經剩餘不多了。於是他致信當時總統约翰·昆西·亚当斯，要求美國政府補償對他的拖欠並請求國會援助，否則他將難以應付退休後的生活。但無結果。這樣他不得不賣掉阿爾伯馬爾和密爾頓附近的土地，僅能償還部分債務。在有的債權人開始追索的情況下，他企圖向傑弗遜請求援助。卻不料這才知道傑弗遜比他更貧困，於是門羅聯合其他人，聯名向弗吉尼亚議會要求接濟傑弗遜。門羅對於美國政府的補償要求被一拖再拖，門羅只好作放棄的打算。
1830年9月23日，門羅夫人因中風逝世，給門羅以極大打擊。安葬完夫人之後，門羅搬到二女兒在紐約的家中。當時的總統約翰·昆西·亞當斯任命他的二女婿為紐約郵政局局長，這份薪俸保證了門羅一家的生活。
1831年7月4日，門羅總統在女兒家因心臟衰竭離開了人世，享壽七十三歲，成為死於國慶日的第三位前總統。門羅死後爲子女留下了大量遺產，除一些散佈在弗吉尼亚，肯塔基及紐約州等處的土地之外，還有門羅生前居住的橡樹山莊與在該莊園工作的五十名奴隸以及莊園宅邸中的豪華傢俱。

## 汉密尔顿-雷诺兹事件
- 雷诺兹丑闻

## 纪念
1824年，为纪念门罗，非洲国家利比里亚的首都以他的名字命名为蒙罗维亚。
门罗纪念馆位于弗吉尼亚州弗雷德里克斯堡，在门罗的律师事务所的基础上改建而成，为弗吉尼亚州历史地标建筑。
美国十七个州有县的名字用于纪念门罗，分别为：
- 門羅縣 (阿拉巴馬州)
- 門羅縣 (阿肯色州)
- 門羅縣 (佛羅里達州)
- 門羅縣 (喬治亞州)
- 門羅縣 (伊利諾伊州)
- 門羅縣 (印地安納州)
- 門羅縣 (愛阿華州)
- 門羅縣 (肯塔基州)
- 門羅縣 (密西根州)
- 門羅縣 (密西西比州)
- 門羅縣 (密蘇里州)
- 門羅縣 (紐約州)
- 門羅縣 (俄亥俄州)
- 門羅縣 (賓夕法尼亞州)
- 門羅縣 (田納西州)
- 門羅縣 (西維吉尼亞州)
- 門羅縣 (威斯康辛州)

15号美国国道从利斯堡到波因特夫罗克斯段因经过门罗故居，被命名为詹姆斯·门罗公路
美国海军第622号核潜艇被命名为詹姆斯·门罗号，该核潜艇于1963~1990年之间服役
弗吉尼亚州里士满的最高建筑被命名为詹姆斯·门罗大楼